# Comune di Mariager
Il comune di Mariager era un comune danese situato Contea di Århus. Capoluogo era la cittadina omonima.
Con la riforma amministrativa entrata in vigore il 1º gennaio del 2007 il comune è stato soppresso. Il territorio comunale è stato accorpato ai comuni di Arden, Hadsund e Hobro per dare luogo al neo-costituito comune di Mariagerfjord compreso nella regione dello Jutland Settentrionale, la parte rimanente del territorio è stata accorpata al comune di Randers (Jutland Centrale).